# Cotronei
Cotronei es una localidad italiana de la provincia de Crotona, región de Calabria, con  5.539 habitantes. Es la localidad de origen de Giovanni Tallarico, abuelo del vocalista de Aerosmith, Steven Tyler.

## Evolución demográfica
| Gráfica de evolución demográfica de Cotronei entre 1861 y 2001 |
|                                                                |
| Fuente ISTAT - Elaboración gráfica por parte de Wikipedia      |